# 羅馬戰役史
从前8世纪意大利半岛的一个小城邦，到逐步征服北非、南欧、西欧以及近东地区，成为名副其实的“地中海帝国”，直至最终分崩离析，古罗马的政治史与其军事史密切相关。从王国及共和国初期对周围的意大利部落的防守反击，到帝国时期拼死抵御入侵的匈人、西哥特人及汪达尔人等大迁徙民族，古罗马的军事行动往往围绕着陆上作战展开，而相关叙述都可以在古典以及中世纪作家的著作中觅得踪迹。在第一次布匿战争之后，海战的重要性往往低于陆战，因为地中海已成为罗马帝国的内海，其海上霸权基本无人得以撼动。
与罗马人首先发生军事冲突的是罗马城周围的数个拉丁人邻邦，此后相继征服了南方的萨莫奈人以及北方更为强大的伊特鲁里亚王国，并最终在地中海沿岸、不列颠以及小亚细亚地区确立霸主地位。与古典时期的大多数文明一样，罗马人发动军事行动主要属于两大类型：一类是对外扩展疆域和稳固边界、向邻邦索取政治与经济利益，这一过程往往从防守反击开始，最后实现对大块领土的征服，使罗马得以从一座小城邦迅速扩张为一个坐拥5500万的帝国（早期帝国时期，此时扩张接近停滞）；而第二类则是以及对内维稳，往往表现为内战与割据，内战虽短，但从建国初期到其末日从未停歇。
尽管在西方世界有着极高的知名度，也曾在各地赢得胜利，罗马军团并不是战无不胜的，他们也常在各式惨败中分得一杯羹。然而，即使是罗马人最伟大的对手，如皮洛士和汉尼拔等，他们曾拿下数场战斗，最终却输了正常战争。罗马的军事战役史，是一幅坚持不懈克服悲剧性失败的壮丽画卷。

## 王政时期（前753～前509）

#### 王政时代早期
与古代世界其他文明不同，罗马文明的绝大部分历史，从建城到最后的灭亡，都被记录了下来。尽管部分时期的历史，诸如图拉真对于达西亚战争的描述等未能传世，而王国早期的历史一般认为也是半虚构的，然而罗马的军事史料仍然还是非常详实的。

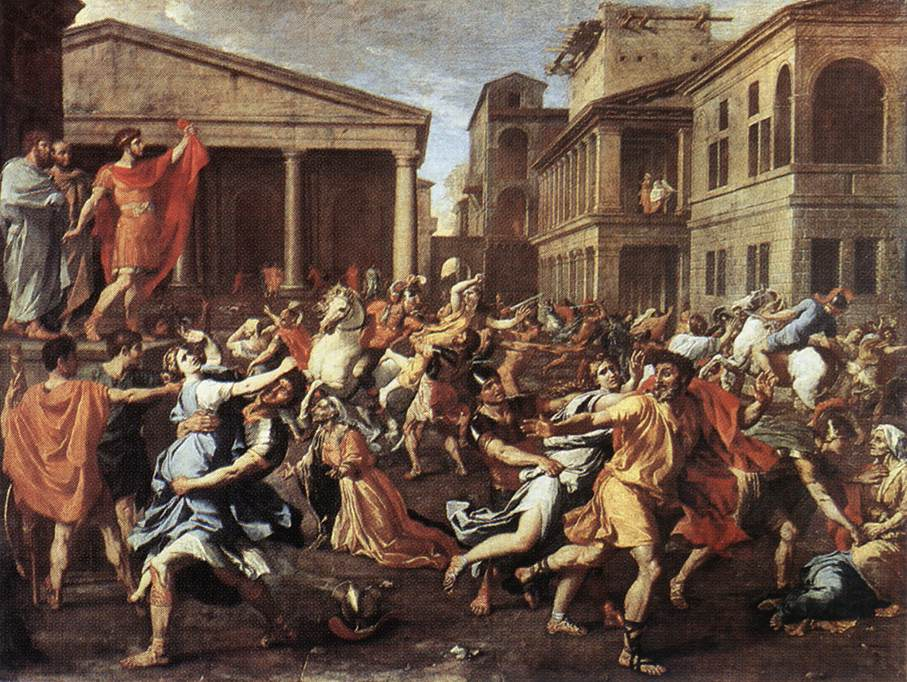
强掳萨宾妇女，尼古拉·普桑于1637–38在罗马所作，现藏卢浮宫

罗马最早期的历史，从其建城之初，到伊特鲁里亚诸王被推翻，是保存得最差的。尽管这一时期罗马人懂得诉诸文字，这一时期真实历史的缺失往往归因于他们没有记录历史的强烈意愿，即使他们的确记录了下来，也在时间长河中逐渐佚失了。
尽管罗马史家李维（前59～公元17）在其《罗马史》中提到过自建城以来总共出现了七位国王，其中前四位（罗慕路斯、努马·庞皮里乌斯、图鲁斯·霍斯提里乌斯以及安库斯·马尔奇乌斯)）很可能为杜撰。学界提出过一系列设想：史学作家迈克尔·格兰特认为，在传统观点中的第五任国王塔奎尼乌斯·布里斯库斯建立伊特鲁里亚式国家之前，罗马可能听从某种宗教长老的指引。人们对这一时期的罗马的军事史知之甚少，大部分事件均来自神话传说而非客观事实。传统观点认为，在罗马城建城之后，罗慕路斯将帕拉蒂尼山改造成为堡垒，而随后不久罗马的军事实力便“足以与周围任何城邦匹敌”。
根据传说记载，罗马人的第一场战争指向了周围的拉丁人城邦以及北部的萨宾人。李维写道，在得知萨宾妇女被掳走后，拉丁人城邦凯尼纳（Caenina）首先作出了回击，他们入侵了罗马人的领土，但最终被击溃，城邦也落入罗马人的控制，而紧随其后被击败的拉丁人城邦还有安特姆奈（Antemnae）和克鲁斯图梅里乌姆。剩余的萨宾人主体继续袭击罗马人，甚至短暂占据了罗马城，但随后即与罗马人缔结了合约：萨宾人正式成为罗马公民。
同时期（前八世纪），罗马人卷入了与邻邦伊特鲁里亚人的冲突，罗马人在罗慕路斯的率领下击退了进犯的菲德奈人（Fidenae）和维爱人；而在前七世纪，罗马人与阿尔巴朗格人，并陆续和菲德奈人和维爱人，以及萨宾人爆发了第二次战争。传说中罗马的第四任国王安库斯·马尔奇乌斯带领罗马人最终战胜了拉丁同盟，以及以维爱人和萨宾人为主的伊特鲁里亚人。

#### 塔奎尼乌斯·布里斯库斯（“老塔克文”，前616-前579）
卢基乌斯·塔奎尼乌斯·布里斯库斯是罗马王政时代的第五位国王。他即位之后发起的第一场战争再次瞄准了拉丁同盟：首先闪电拿下拉丁城镇阿庇奥莱，将大量财富洗劫一番，运回了罗马城。按照凯旋年代记的记载，这场战争至少发生在公元前588年之前。
塔奎尼乌斯·布里斯库斯的军事才能随后受到了来自萨宾人的挑战。为此他将军队中骑士阶级的人数扩大到之前的两倍，并最终击败了萨宾人。在随后的和平交涉中，罗马人将科拉蒂亚纳为己有，并将塔奎尼乌斯·布里斯库斯的外甥（“穷人”阿伦斯·塔奎尼乌斯）指派为城内守军的指挥官。塔奎尼乌斯·布里斯库斯本人回到罗马，为此举办了一场凯旋式（根据凯旋年代记的记录, 凯旋式的具体举办日期为公元前585年9月13日）。
此后被陆续征服的拉丁城邦有科尼库鲁姆、菲库利亚、卡梅里亚、克鲁斯图梅里乌姆、阿梅里奥拉、梅杜利亚以及诺梅图姆，他们均被逐渐罗马化。